# Хлебная слобода
Хлебная слобода (или Басманная слобода) — исторический район Санкт-Петербурга. Находилась в непосредственной близости от Дворцовой слободы в районе нынешнего Дмитровского переулка.

## История
Точная дата основания слободы неизвестна, однако в 1776 году рядом с Дворцовой слободой появилась Хлебная улица, что ознаменовало официальное «признание» слободы. Позже улица неоднократно переименовывалась и носила названия Хлебенной и Хлебного переулка, 2-й Хлебный переулок, а 9 декабря 1857 года получила название Дмитровский переулок.
Изначально слобода носила название басманной, поскольку жившие в ней хлебопёки выпекали басманы, то есть казённые хлебцы для царского двора.